# Волыно-Подольская возвышенность
Волыно-Подольская возвышенность (укр. Волино-Подільська височина) — возвышенность, расположенная на западе Украины, в пределах Волынской, Ровненской, Львовской, Тернопольской, Хмельницкой, Винницкой и частично Одесской областей. Разделяется на Волынскую и Подольскую возвышенности.

## Основные параметры
На севере граничит с Полесской низменностью, на юге — с Причерноморской низменностью, на западе — с долиной Днестра, отграниченная от Предкарпатья, на востоке прилегает к Приднепровской возвышенности.
Волыно-Подольская возвышенность в структурном отношении связана с западным склоном украинского щита, Волыно-Подольской плитой, Галицко-Волынской синеклизой. Докембрийский кристаллический фундамент возвышенности наклонен в западном направлении и преимущественно перекрыт значительной толщей осадочных отложений. Среди поверхностных антропогеновых осадков, покрывающих почти всю возвышенность, преобладают песок и лёссовидные суглинки.
Волыно-Подольская возвышенность — наиболее поднятая и расчлененная часть равнинных пространств Украины. По характеру такой расчленённости её делят на Волынскую возвышенность и Подольскую возвышенность, которые разделяет Буго-Стирская низкая равнина — Малое Полесье. Волынская возвышенность занимает северо-западную часть Волыно-Подольской возвышенности. Волынская возвышенность — слабоволнистая равнина высотой 200-300 м, поверхность её снижается с юга на север, в этом же направлении текут основные реки — Западный Буг и притоки Припяти (Турья, Стырь, Горынь). Для Волынской возвышенности характерен увалистый и увалисто-балочный рельеф. В юго-восточной части возвышенности вздымается Мизочский кряж (высота до 342 м).

## Особенности рельефа
Попадаются также карстовые формы рельефа (воронки, впадины). Карстовые впадины преимущественно заполнены водой и являются небольшими озёрами. Подольская возвышенность отличается большей высотой и расчленённостью. Высота значительной её части превышает 300 м, а в наиболее возвышенной северо-западной части (Ополье) составляет 350-400 м. Самая высокая точка Подольской возвышенности — гора Камула, 471 м. (на юго-востоке от Львова). Поверхность возвышенности наклонена на юг и юго-восток, южная её часть густо расчленена многочисленными левыми притоками Днестра. Глубина речных долин возрастает вниз по течению и в низовьях 150-200 м. Течение быстрое, в руслах много порогов и водопадов.
Разнообразие рельефу Подольской возвышенности придают узкие кряжи — Толтры или Медоборы, которые являются остатками известняковых рифов неогеновых морей. Они поднимаются над окружающей местностью на 50-65 м, иногда создают изолированные холмы. В неогеновых отложениях Приднестровской части возвышенности распространены карстовые пещеры, в том числе одна из самых известных — Кристальная пещера. Крайняя северо-западная часть Подольской возвышенности, известная под названием Гологоро-Кременецкого кряжа, вследствие интенсивного эрозионного размыва приобрела вид столообразных массивов, расчлененных речными долинами, балками и оврагами. Среди них выделяют Гологоры (высота до 471 м), Вороняки (высота до 436 м), Кременецкие горы (до 408 м).